# الانتخابات الليبيرية العامة 1899
الانتخابات الليبيرية العامة 1899م (بالإنجليزية: Liberian general election, 1899)‏ عقدت الانتخابات الليبيرية العامة 1899م. في الانتخابات الرئاسية، الرئيس وليام د. كولمان من حزب (true whig party) كان قد أعيد انتخابه لجولة ثانية(كاملة)، (جولته الجزئية الأولى كانت تكملة لجولة الرئيس السابق جوزيف جيمس جيزمان الذي توفي في مكتبه).